# The Great Kai and J.J.
Albums de Kai Winding et Jay Jay Johnson
Jay and Kai + 6
(1959) Israel
(1968)
The Great Kai and J.J. est un album de jazz des trombonistes Kai Winding et Jay Jay Johnson enregistré et sorti en 1960 sur le label Impulse!. Ils sont accompagnés par Bill Evans au piano, Paul Chambers ou Tommy Williams à la contrebasse et Roy Haynes ou Art Taylor à la batterie.

## Contexte
Kai Winding et Jay Jay Johnson se réunissent en 1954 et forment un quintette avec lequel ils débutent au Birdland puis jouent régulièrement ensemble jusqu’en 1956 avec notamment leur interprétation au Newport Jazz Festival au mois de juillet. Par la suite Johnson est occupé avec son quintette et Winding avec son sextette à quatre trombones. Cet enregistrement de la fin de l'année 1960 marque leur nouvelle collaboration en studio d'enregistrement.

### Enregistrement
Les enregistrements se déroulent au Rudy Van Gelder Studio situé à Englewood Cliffs (New Jersey) le 2 (titres 1, 3, 6-7), le 4 (titres 2, 5, 8, 11) et le 9 novembre 1960 pour les autres titres (4, 9-10),.
L'album est produit par Creed Taylor et paraît pour la première fois en 1961 sur le label Impulse!. Il est le premier publié par ce label de la série 9000 (référencé A-1). Un réédition des enregistrements paraît en 1997 au format CD sur ce label.
Le pianiste Bill Evans rejoint les deux trombonistes pour cet enregistrement. Il est à cette période un pianiste reconnu, ayant précédemment beaucoup collaboré pour le trompettiste Miles Davis, notamment sur l'album Kind of Blue l'année précédente, il choisit ensuite d'enregistrer et de jouer avec son propre trio. Paul Chambers est également un contrebassiste reconnu lorsqu'il rejoint le quintette pour l'enregistrement, ayant formé au cours des années qui précèdent la section rythmique de plusieurs albums importants, en particulier au sein du Miles Davis Quintet-Sextet. Au contraire le contrebassiste Tommy Williams est peu connu en studio mais il a notamment collaboré avec la chanteuse Carmen McRae en 1959. Roy Haynes est probablement considéré comme l'un des meilleurs batteurs de l'histoire du jazz moderne. Ayant collaboré cinq ans avec la chanteuse Sarah Vaughan à partir de 1953, puis avec Miles Davis ou Lee Konitz, il joue plusieurs semaines aux côtés du pianiste Thelonious Monk en 1959 et dirige son propre groupe au moment de l'enregistrement. Arthur Taylor partage également la batterie avec Haynes sur les sept autres titres de l'album. Il est un batteur au style puissant ayant gagné une expérience significative auprès de musiciens reconnus tels que le saxophoniste Coleman Hawkins ou les pianistes Bud Powell, Miles davis (Miles Ahead -1957) et Thelonious Monk.
| Musicien        | Instrument  | Titre        |  | Équipe technique |                          |
| --------------- | ----------- | ------------ |  | ---------------- | ------------------------ |
| Jay Jay Johnson | trombone    | 1-11         |  | Creed Taylor     | producteur               |
| Kai Winding     | trombone    | 1-11         |  | Michael Cuscuna  | producteur (réédition)   |
| Bill Evans      | piano       | 1-11         |  | Rudy Van Gelder  | ingénieur                |
| Paul Chambers   | contrebasse | 1, 3, 6-7    |  | Dick Katz        | liner notes              |
| Tommy Williams  | contrebasse | 2, 4-5, 8-11 |  | Robert Flynn     | couverture, design       |
| Roy Haynes      | batterie    | 1, 3, 6-7    |  | Arnold Newman    | photographie, couverture |
| Arthur Taylor   | batterie    | 2, 4-5, 8-11 |  | Charles Stewart  |                          |

## Titres de l’album
L'album contient onze titres dont deux compositions de Johnson et une de Winding. La première face du disque vinyle débute par le morceau This Could Be the Start of Something Big arrangé par Winding et se caractérise notamment par le rythme soutenu de Winding et Johnson ainsi que par le solo de Evans. Georgia on My Mind est un standard, arrangé ici par Winding. Après une introduction de Evans, Winding enchaîne le premier chorus suivi par Johnson puis les huit dernières mesures par Winding. Le morceau Blue Monk, arrangé par Johnson, est un standard de Thelonious Monk qui débute par l'introduction de Evans; le premier chorus par Winding suivi par Jonhson. Judy est une composition de Johnson, dont le titre est le prénom de sa nièce et qu'il a lui-même arrangé. Sur ce morceau Johnson entame le premier chorus suivi par Winding. Le titre Alone Together est une ballade composée par Arthur Schwartz et Howard Dietz et que Johnson a arrangé. Le morceau débute par un solo de Johnson puis Winding intervient, Johnson renchaine puis Winding entame la mélodie principale.
La seconde face du disque commence par I Concentrate on You, une composition de Cole Porter et arrangée par Winding, qui propose notamment un remarquable solo du pianiste. Le morceau Theme from Picnic sur des arrangements de Winding, propose deux mélodies très différentes. Le premier solo est exécuté par Johnson, le second par Winding. Trixie est le deuxième morceau composé et arrangé par Johnson qui intègre des « harmoniques de type gospel ». Johnson entame le premier solo puis Winding effectue le sien. Le titre Going, Going, Gong! peut faire référence à une autre composition de Winding nommée Gong Rock parue en 1955 sur son album Nuf Said. Le dernier morceau est une composition de la pianiste Lil Armstrong arrangée par Winding.
| N°     | Titre                                    | Compositeur                      | Durée |
| ------ | ---------------------------------------- | -------------------------------- | ----- |
| Face 1 |                                          |                                  |       |
| 1.     | This Could Be the Start of Something Big | Steve Allen                      | 3:07  |
| 2.     | Georgia on My Mind                       | Hoagy Carmichael, Stuart Gorrell | 3:46  |
| 3.     | Blue Monk                                | Thelonious Monk                  | 4:24  |
| 4.     | Judy                                     | J.J. Johnson                     | 4:00  |
| 5.     | Alone Together                           | Arthur Schwartz, Howard Dietz    | 3:31  |
| 6.     | Side by Side                             | Harry Woods                      | 3:01  |
| Face 2 |                                          |                                  |       |
| 7.     | I Concentrate on You                     | Cole Porter                      | 3:57  |
| 8.     | Theme from Picnic                        | George Duning                    | 3:58  |
| 9.     | Trixie                                   | J.J. Johnson                     | 5:03  |
| 10.    | Going, Going, Gong!                      | Kai Winding                      | 3:04  |
| 11.    | Just for a Thrill                        | Don Raye, Lil Armstrong          | 3:15  |

## Réception
Sur AllMusic, l'auteur et critique de jazz Scott Yanow attribue 4½ étoiles à l'album et écrit à propos de la version paru en CD que « la musique procure toujours une impression d'énergie et de fraicheur », soulignant en particulier le jeu des deux trombonistes sur les quatre morceaux This Could Be the Start of Something Big, Blue Monk, Side by Side et Theme from Picnic ; un album qu'il recommande.